# 张鉴 (嘉靖进士)
張鑑（1509年—1570年），字汝明，四川順慶府南充縣人，明朝政治人物。嘉靖甲辰進士，隆慶間累官都察院右僉都御史，總督南京糧儲。

## 生平
嘉靖十九年（1540年）庚子科四川鄉試第十四名舉人。嘉靖二十三年（1544年）中式甲辰科會試第一百九十六名，登第三甲第六十一名進士。初授浙江會稽縣知縣，二十七年十一月行取南京浙江道監察御史，二十八年十月實授。接替谢上箴任建宁府知府一职，由程秀民接任。陞山東臨清兵備副使，晋左参政，四十一年二月陞山西按察使，十月升都察院右僉都御史，巡撫山東。任內行均田保甲之法，又募民間墾荒田，吏科都給事中趙灼等參劾其舉動煩苛，嘉靖四十三年（1565年）四月得旨回籍聽用。隆慶三年（1569年）以薦起，以都察院右僉都御史，總督南京糧儲。隆慶四年（1570年）卒於任，宦囊一空，為士論所稱。

## 著作
所著有《皇極經世衍義》《賦役法》《屯操奏案》《策安圖議》《石州奏疏》《江泉別集》《中丞遺稿》行於世。

## 家族
曾祖張大賚；祖父張從政，贈奉政大夫蜀府右長史；父張玠，曾任蜀府右長史進階正四品。前母李氏（贈宜人）；母何氏（封宜人）；繼母劉氏。永感下。兄张铨、张錬、張鐸（同科贡士）、张银。弟张鉉。